# Rescue Rover
A Rescue Rover (Mentsd meg Rovert!) egy logikai videójáték, amelyet az id Software fejlesztett és a Softdisk adott ki 1991-ben. A játék szabadon másolható verzióként (shareware) lett terjesztve az első 10 pályával, a teljes verzió még plusz 10 pályával rendelkezik.
A játék folytatása még ugyanabban az évben megjelent Rescue Rover 2 néven, ami később Dognapped! néven újra ki lett adva.

## Történet
A játék főszereplője Roger, akinek kutyáját, Rovert robotok rabolták el és meg kell mentenie őt a robotterror uralmától.

## Kiadás
1991-ben jelent meg, majd 1997-ben pedig megjelent az id Anthology nevű játékgyűjteményben.

## Érdekesség
A Rescue Rover 2 a Keen Dreams játékmotorját használja.

## Fordítás
Ez a szócikk részben vagy egészben  a   Rescue Rover című angol Wikipédia-szócikk ezen változatának fordításán alapul.  Az eredeti cikk szerkesztőit annak laptörténete sorolja fel. Ez a jelzés csupán a megfogalmazás eredetét és a szerzői jogokat jelzi, nem szolgál a cikkben szereplő információk forrásmegjelöléseként.